# Shawn Desman

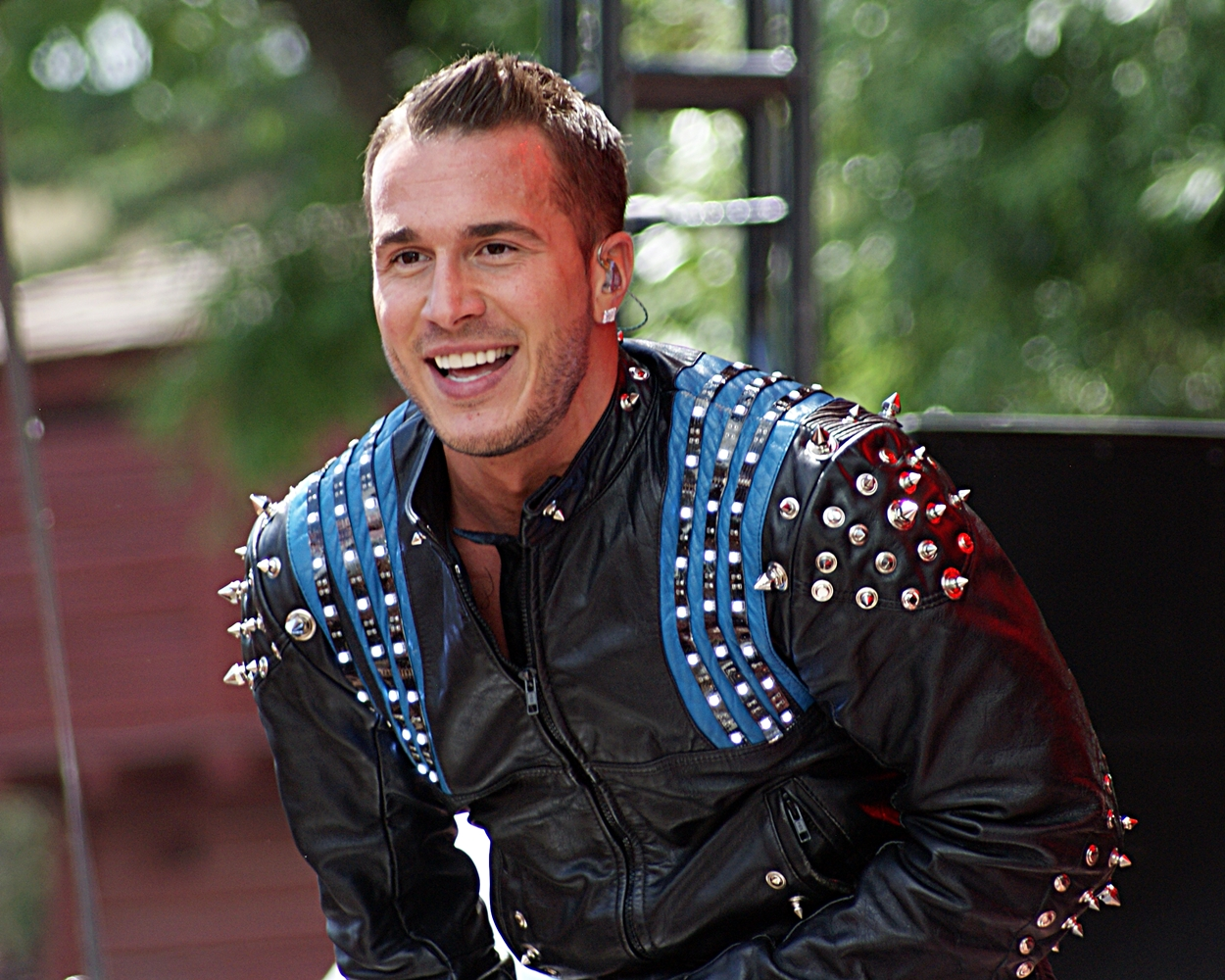
Shawn Desman em 2011.

Shawn Bosco Fernandes (nascido em 12 janeiro de 1982), mais conhecido pelo seu nome artístico de Shawn Desman, é um cantor pop canadense. Ele é contratado pela Universal Music Canada.

## Carreira

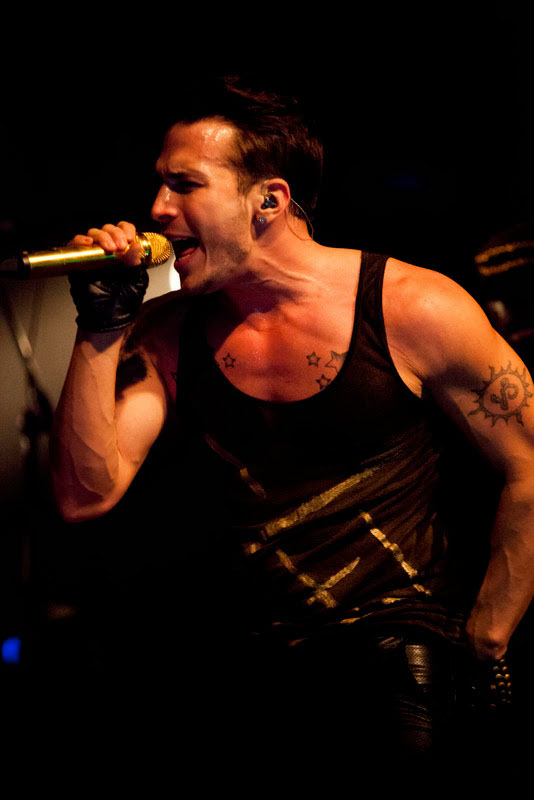
Desman em 2015.

Shawn estudou na São Francisco de Assis Elementary School, em Toronto, onde ele participou de muitos shows de talentos e eventos. Em 1998, Shawn Fernandes estava no The Boys Boomtang vídeo de sua canção Squeezetoy como um dançarino. Ele tinha algumas gravações em Inglês e Português sob seu nome verdadeiro Shawn Fernandes antes da adopção da Desman nome. Segundo seu próprio relato, ele adotou o nome Desman porque na sua juventude os seus amigos se referiam a ele como "Dez, o homem" -, criando assim sua Desman pseudônimo artístico. Sua família tem ascendência portuguesa.
Seu primeiro álbum lançado que leva o seu próprio nome contou com três top 10 singles (Shook, Spread My Wings e Get Ready) nas paradas canadenses. O álbum passou a obter a certificação de ouro no Canadá. O álbum foi vendido em alguns países, inclusive no Brasil. O single, Spread My Wings, é um cover do grupo de inéditas do sexo masculino, Vega, com Chilli de TLC.
Seu segundo álbum, Back for More ganhou um Juno Award para Melhor Gravação R & B que apresentou o número um hit single Let 's Go.
Seu mais recente álbum Fresh ganhou 3 singles de ouro, 1 de platina único, Vídeo do Ano no Video Awards Much Music, Dance canadense / Música Pop do ano na Stylus Prêmios, bem como SOCAN # 1 Award para Electric / Night Like This.
Desman também é produtor e trabalhou com vários artistas que produzem singles para Nick Carter, Kreesha Turner, Keshia Chante, Danny Fernandes, bem como participantes de YTV de Star The Next, onde ele produziu a música (One Chance Mais Primeiro) para Brock Zanrosso em 2009 e It Might Be You para o competidor Parker Schmidt em 2011.
Também fez uma aparição especial no programa canadiano de sucesso The Next Step

## Colaborações
- Shawn Desman contribuiu Spread My Wings para Jerry Bruckheimer Canguru Jack (na Warner).
- Ele tem colaborado com alguns dos maiores produtores de música, incluindo Tricky Stewart, Rodney Jerkins e The Dream.
- Colaborou com seu irmão Danny Fernandes sobre o single Feel It, apresentado no álbum de Danny.

## Prêmios
- Shawn Desman lançou três álbuns de estúdio que passaram de ouro a platina no Canadá.
- Em 2006, ganhou um Juno Award para R & B Recording Soul / do Ano.
- Em 2011, ganhou o Vídeo do ano no Video Awards Much Music para o seu vídeo Electric / Night Like This.
- Em 2011, ganhou Único Dance / Pop canadense do Ano nos Prémios Stylus.
- Em 2011, concedido SOCAN # Award 1 para Electric / Night Like This alcançando # 1.

## Vida pessoal
Desman é de descendencia portuguesa. Desman é o mais velho de três irmãos, outros sendo cantor canadense Danny Fernandes e um outro irmão Jonathan Fernandes.
Cantor canadense Tyler Medeiros é seu primo. Irmão Danny Fernandes fazia parte de seus dançarinos de 2002-2004.

## Discografia

### Albums de estudio
| Título                                   | Detalhes do álbum                                                                                              | Peak | Certificações |
| Título                                   | Detalhes do álbum                                                                                              | CAN  | Certificações |
| ---------------------------------------- | --- | ---- | ------------- |
| Shawn Desman                             | - Lançamento: 2002 - Gravadora: UOMO, Sony BMG Music Entertainment - Formato: CD                               | 2    | - CAN: Gold   |
| Back for More                            | - Lançamento: 2005 - Gravadora: UOMO, Sony BMG Music Entertainment - Formato: CD, digital download, iTunes     | 1    |               |
| Fresh                                    | - Lançamento: August 3, 2010 - Gravadora: UOMO, Universal Music Canada - Formato: CD, digital download, iTunes | 1    |               |
| "—" denotes releases that did not chart. | |      |               |

### Singles
| Year | Title                     | Peak | Peak | Peak | Certifications | Álbum                  |
| Year | Title                     | CAN  | US   | AUS  | Certifications | Álbum                  |
| ---- | ------------------------- | ---- | ---- | ---- | -------------- | ---------------------- |
| 1998 | "Tu és Minha"             | 50   | —    | —    |                | Shawn                  |
| 1999 | "Don't Wanna Lose You"    | 19   | —    | —    |                | Shawn                  |
| 2002 | "Get Ready"               | 1    | —    | 37   |                | Shawn Desman           |
| 2002 | "Shook"                   | 3    | —    | —    | - CAN: Ouro    | Shawn Desman           |
| 2003 | "Spread My Wings"         | 3    | —    | —    |                | Shawn Desman           |
| 2003 | "Sexy"                    | 1    | 3    | 1    |                | Back For More          |
| 2005 | "Let's Go"                | 6    | —    | —    |                | Back For More          |
| 2005 | "Red Hair"                | 9    | —    | —    |                | Back For More          |
| 2010 | "Shiver"                  | 18   | —    | —    | - CAN: Ouro    | Fresh                  |
| 2010 | "Night Like This"         | 22   | —    | —    | - CAN: Platina | Fresh                  |
| 2010 | "Electric"                | 23   | —    | —    | - CAN: Platina | Fresh                  |
| 2011 | "Moneyshot"               | 9    | —    | —    |                | Fresh                  |
| 2011 | "Something Stupid"        | 10   | —    | —    |                | Fresh                  |
| 2012 | "Nobody Does It Like You" | 33   | —    | —    |                | Crayons Full Of Lights |

### Participações
- 2003: "Movie Star (Remix)" Rascalz com Shawn Desman
- 2006: "All Eyes on Me" Puppet com Shawn Desman
- 2010: "Feel It" Danny Fernandes com Shawn Desman

Colaborações
- 2009: "One More First Chance"

## Músicas não Lançadas
- Boys Don't Cry
- Don't Look At Me Like That
- Hot
- I Like
- I'm Not Sayin I Love You
- Missing You
- Oh
- Pull Up
- See If I Care
- Shiloh
- Tears From A Man
- Thank You Girl
- The Return
- Window Shoppin'
- Wondergirl

## Links
- Shawn Desman Official web site
- Shawn Desman Official Twitter page
- Shawn Desman MySpace page
- Shawn Desman. no IMDb.
- Shawn Desman MuchMusic page
- Shawn Desman LastFM page